# Andrzej Andrzejewski (pilot)
Andrzej Piotr Andrzejewski (ur. 19 maja 1961 w Sochaczewie, zm. 23 stycznia 2008 w Mirosławcu) – generał brygady pilot Wojska Polskiego, pośmiertnie awansowany do stopnia generała dywizji.

## Życiorys
W 1985 ukończył Wyższą Oficerską Szkołę Lotniczą w Dęblinie. Po ukończeniu studiów rozpoczął służbę wojskową jako pilot w 8 Pułku Lotnictwa Myśliwsko-Bombowego. W 1995 ukończył studia w Akademii Obrony Narodowej w Warszawie. W latach 1985–1998 pełnił służbę w 40 pułku lotnictwa myśliwsko-bombowego. W 2000 rozpoczął służbę w 1 Brygadzie Lotnictwa Taktycznego w Świdwinie. Był dowódcą tej jednostki. Mieszkał wówczas w Połczynie-Zdroju.
19 sierpnia 2003 odbywał misję samolotem Su-22 w pobliżu poligonu w Ustce; czekające na poligonie jednostki obrony przeciwlotniczej (13 pplot. z Elbląga i 3 paplot. ze Szczecina) wyposażone w zestawy rakietowe Kub miały zadanie strzelać do odpalanych przez pilota Andrzejewskiego rakiet – imitatorów celów SRCP-WR. Doszło jednak do awarii imitatora (nie zszedł z wyrzutni) i pomyłki ćwiczących w Ustce jednostek (wystrzeliły swoje rakiety za wcześnie, a potem – mimo wydanych rozkazów ich likwidacji w locie – nie dokonały operacji samozniszczenia) i jedna z dwóch znajdujących się w powietrzu rakiet przeciwlotniczych skierowała się na samolot pilotowany przez Andrzejewskiego. Nad Bałtykiem, na wysokości 3000 metrów, 21 km od brzegu jego samolot został rażony rakietą Kub i uległ wypadkowi. Andrzejewski zdołał się katapultować, osiadł na spadochronie w morzu i po półtorej godziny spędzonej w wodzie został wyłowiony przez śmigłowiec ratowniczy Marynarki Wojennej. Pilot nie został w tym wypadku ranny. W tym samym roku awansowany został do stopnia pułkownika. W 2006 roku ukończył Podyplomowe Studia Polityki Obronnej w Akademii Obrony Narodowej w Rembertowie, a 11 listopada 2006 został mianowany generałem brygady. W maju 2007 wyróżniony statuetką Ikara.
Zginął 23 stycznia 2008 w katastrofie lotniczej pod Mirosławcem, jako jeden z pasażerów samolotu transportowego CASA C-295M. Został pochowany na cmentarzu Miłostowo w Poznaniu. 
29 stycznia 2008 Prezydent RP Lech Kaczyński, na wniosek Ministra Obrony Narodowej, Bogdana Klicha, awansował go pośmiertnie na generała dywizji. Nominację odczytano 18 lutego tego roku podczas ceremonii pogrzebowej w Świdwinie.

## Ordery i odznaczenia
- Krzyż Kawalerski Orderu Odrodzenia Polski (pośmiertnie)[5]
- Brązowy Krzyż Zasługi
- Srebrny Medal „Siły Zbrojne w Służbie Ojczyzny”
- Brązowy Medal „Siły Zbrojne w Służbie Ojczyzny”
- Złoty Medal „Za zasługi dla obronności kraju”
- Srebrny Medal „Za Zasługi dla obronności kraju”